# Камфейс, Йоаннес
Йоаннес Камфейс (нидерл. Johannes Camphuys; 18 июля 1634, Харлем — 18 июля 1695, Батавия) — пятнадцатый генерал-губернатор Голландской Ост-Индии.

## Биография
Йоаннес Камфейс родился в 1634 году в Харлеме. С 1672 по 1676 год трижды занимал пост торгового представителя Голландской Ост-Индской компании в Дедзиме. С 1684 по 1695 годы — генерал-губернатор Голландской Ост-Индии.